# Bolitophagus interruptus
Bolitophagus interruptus – gatunek chrząszcza z rodziny czarnuchowatych i podrodziny Tenebrioninae. Zamieszkuje Europę i Zakaukazie. Żeruje w nadrzewnych owocnikach grzybów. Zaliczany do reliktów lasów pierwotnych.

## Taksonomia
Gatunek ten opisany został po raz pierwszy w 1800 roku przez Johanna K.W. Illigera.

## Morfologia
Chrząszcz o ciele długości od 3 do 4,5 mm, w zarysie owalnym, krótszym i tęższym niż u B. reticulatus. Ubarwienie ma kasztanowe do czarnobrunatnego.
Głowa jest krótka, gęsto i szorstko punktowana, z wgłębionym szwem odgraniczającym czoło od nadustka. Występy policzków niemal całkowicie dzielą małe oczy.
Przedplecze jest szersze niż dłuższe, najszersze w połowie długości, wyraźnie szersze od głowy, w zarysie o wykrojonym brzegu przednim, zaokrąglonych bokach oraz prostych i zaostrzonych, niewyciągniętych ząbkowato kątach tylnych; boczne brzegi są szerzej niż u B. reticulatus rozpłaszczone, rynienkowate, na krawędziach tylko delikatnie karbowane. Powierzchnia przedplecza jest gęsto punktowana, szorstka wskutek mikroskopowego ziarenkowania, na rozpłaszczonych bokach poprzecznie pomarszczona. Mała tarczka ma zaokrąglony kształt. Podługowato-owalne, w części środkowej równoległoboczne, najszersze w połowie długości pokrywy mają słabo zaznaczone kąty barkowe. Rzędy są słabiej zaznaczone niż u B. reticulatus, zaopatrzone w zaokrąglone punkty we wszystkich z nich o jednakowych rozmiarach. Międzyrzędy są silnie wysklepione w ostre żeberka (kile), wyraźnie i nieregularnie poprzerywane, delikatnie mikrorzeźbione i lekko połyskujące. Odnóża są krótkie, skąpo porośnięte bladymi, drobnymi szczecinkami.

## Ekologia i występowanie
Owad zaliczany do reliktów lasów pierwotnych. Jest saproksylicznym mykofagiem. Wszystkie stadia rozwojowe występują w owocnikach grzybów rosnących na drzewach, głównie liściastych, a zwłaszcza bukach i wierzbach. Larwy rozwijają się przypuszczalnie w hubiaku pospolitym, natomiast postacie dorosłe stwierdzane są także w owocnikach smoluchy świerkowej i żagwii.
Gatunek palearktyczny, w Europie znany z Francji, Niemiec, Austrii, Włoch, Polski, Czech, Słowacji, Węgier, Rumunii, Słowenii, Chorwacji oraz Bośni i Hercegowiny, a poza nią z Azerbejdżanu.
Wszędzie jest zwierzęciem bardzo rzadkim, podawanym głównie z izolowanych stanowisk. W Polsce wykazywany był z Tatr, Kotliny Nowotarskiej, Beskidów, okolic Przemyśla i Roztocza, jednak rekordy te pochodzą z I połowy XX wieku. Na Czerwonej liście zwierząt ginących i zagrożonych w Polsce znalazł się jako gatunek zagrożony o niedostatecznie rozpoznanym statusie. Na „Czerwonej liście gatunków zagrożonych Republiki Czeskiej” z kolei umieszczony jest jako gatunek krytycznie zagrożony wymarciem (CR). W 2005 roku uznany wręcz został za wymarłego w Czechach, jednak w rok później odnaleziono go na pojedynczym stanowisku w Białych Karpatach.